# Révolte à bord
Pour plus de détails, voir Fiche technique et Distribution.
Révolte à bord (Two Years Before the Mast) est un film américain de John Farrow, sorti en 1946.

## Synopsis
1834. Le capitaine Thompson a entrepris de rallier Boston en un temps record et souhaite contourner le cap Horn. Pour ce faire, il a enrôlé des jeunes marins qui ont été recrutés contre leur volonté. Mais à bord du Pilgrim, les hommes sont maltraités, battus, ils ne mangent pas à leur faim, et de surcroît, doivent lutter contre le scorbut. Une mutinerie va alors éclater.

## Fiche technique
- Titre original : Two Years Before the Mast
- Réalisateur : John Farrow
- Réalisateur assistant : Joseph C. Youngerman
- Scénaristes : George Bruce, Seton I. Miller, d'après la nouvelle Two Years Before the Mast de Richard Henry Dana.
- Directeur de la photographie : Ernest Laszlo
- Effets spéciaux : Collaborateurs divers, dont Loyal Griggs (non crédité), Dev et Gordon Jennings
- Producteurs : Seton I. Miller
- Société de production et de distribution : Paramount Pictures
- Musique : Victor Young
- Montage : Eda Warren
- Direction artistique : Franz Bachelin, Hans Dreier
- Chef décorateur : Bertram Granger
- Costumes : Dorothy O'Hara
- Ingénieurs du son : Earl S. Hayman, Walter Oberst
- Durée : 98 minutes
- Pays :  États-Unis
- Langue : Anglais
- Genre : Film d'aventure
- Couleur : Noir et Blanc - 35 mm - 1,37:1 - Son: Mono (Western Electric Recording)
- Dates de sortie : 
  - États-Unis : 24 septembre 1946
  - France : 24 septembre 1947
- Affiche : Boris Grinsson, Roger Soubie (France)

## Distribution
- Alan Ladd : Charles Stewart
- Brian Donlevy : Richard Henry Dana
- William Bendix : Amazeen
- Barry Fitzgerald : Terence O'Feenaghty
- Howard Da Silva : Capitaine Francis A. Thompson
- Esther Fernández : Maria Dominguez
- Albert Dekker : Brown
- Luis Van Rooten : Foster
- Darryl Hickman : Sam Hooper
- Roman Bohnen : Macklin
- Ray Collins : Gordon Stewart
- Theodore Newton :  Hayes
- Tom Powers : Bellamer
- James Burke : Carrick
- Frank Faylen : Hansen

Acteurs non crédités
- Arthur Loft : Josiah Crabtree
- Duncan Renaldo : Capitaine mexicain
- Edwin Stanley : Blake